# حرب ديسبنسر
كانت حرب ديسبنسر (1321 – 1322) ثورة بارونية ضد إدوارد الثاني ملك إنجلترا بقيادة لوردي المارتش (الحدود) روجر مورتمير وهمفري دي بوهون. أُجج التمرد من قِبل معارضة هيو ديسبنسر الأصغر، المفضل الملكي. بعد حملة المتمردين الصيفية لعام 1321، تمكن إدوارد من الاستفادة من سلام مؤقت لحشد مزيدٍ من الدعم، وتكللت حملة شتوية ناجحة في جنوب ويلز، بالنصر الملكي من خلال معركة بوروبريدج في شمال إنجلترا في مارس 1322. بناءً على النصر، مارس إدوارد حكمًا شديد الصرامة حتى سقوطه من السلطة في عام 1326.

## أسباب الحرب
عكسَ النجاح الأولي للمتمردين قوة لورادت الحدود (المارتش). منذ غزو إدوارد الأول لويلز، «ظلت صلاحيات الحدوديين كاملة، وسعت جهودهم، التي لم تعد تجد نفعًا من عملية النضال ضد الويلزيين، نحو اتجاه جديد في الحقل الخصب للسياسة الإنجليزية». كانت وفاة آخر إيرل لغلوستر تعني أيضًا إعادة توزيع ممتلكاته الشاسعة وملكياته في إيرلندا وويلز. انتقلت لوردية غلامورغان المهمة إلى نسيب الإيرل الراحل، ديسبنسر الأصغر، المتزوج من أخته الكبرى إليانور.
احتقر اللوردات المشرعون، وهم السلطة البارونية القوية بقيادة إيرل لانكستر، ديسبنسر الأصغر ووالده، ديسبنسر الأكبر، بسبب تأثيرهما على الملك. شُكل مجلس المشرعين عام 1311 لإصلاح أسرة الملك وتقييد صلاحياته الملكية والإشراف على الاقتصاد وأصروا على إبعاد مفضله آنذاك، بيرس غافستون، زوج مارغريت شقيقة إيرل غلوستر.
كان روجر مورتمير، وعمه، روجر مورتمير دي تشيرك، وهامفري دي بوهون، وهو مشرع ثابت الجنان، من الأعداء الصريحين لديسبنسر الأصغر والأكبر. تلقى ديسبنسر الأصغر، عبر زواجه من إليانور، العديد من الهدايا باهظة الثمن، والكثير من الأراضي والممتلكات في منطقة الحدود الويلزية (ويلز مارتش). انتقال غلامورغان بكاملها إلى ديسبنسر أغضب أنسبائه، روجر داموري وهيو دي أودلي، اللذان سُرقت حصتهما من الأراضي التي تنتمي لهما شرعيًا. تفاقم العداء بين لوردات المارتش عندما أطلق ديسبنسر على نفسه لقب «لورد غلامورغان» و«إيرل غلوستر».

## المرحلة الأولى: مايو – أغسطس 1321
في فبراير 1321 اتفق مورتمير وهيرفورد ولانكاستر على شن هجوم على أراضي ديسبنسر في ويلز. رد إدوارد في مارس بحشد قواته في ويلز، موضحًا أنه كان ينوي جعل أي هجوم على ممتلكات ديسبنسر هجومًا على التاج، وبالتالي فهو خيانة. ذهب الملك إلى غلوستر ودعا لوردات المارتش للانضمام إليه هناك؛ رفض مورتمير وهيرفورد. حشد إدوارد المزيد من القوات، وسار إلى بريستول، وكرر دعوته إلى لوردات المارتش للاجتماع معه هناك في مايو. رفضوا مرة أخرى.
بدأ مورتمير وهيرفورد على الفور هجومهما على أراضي ديسبنسر. استولى مورتمير على نيوبورت وكارديف وكارفيلي من خلال حملة مكثفة استمرت ثمانية أيام. شرع مورتمير وهيرفورد بعدها في نهب غلامورغان وغلوستشاير، قبل السير شمالًا للانضمام إلى لانكستر في بونتيفراكت. أقسم بعدها البارونات على التحالف في شيربورن-إن-إلمت في يونيو، وأطلقوا على عصبتهم اسم «المعارضين» ووعدوا بتنحية الفاسدين إلى الأبد.
عاد إدوارد إلى لندن، حيث عقد برلمانه لمناقشة مسارات العمل. قاد مورتمير جيشه شرقًا نحو لندن أيضًا، ووصل إلى سانت ألبانز في أواخر يوليو. رفضت مدينة لندن السماح لقوات مورتمير بالدخول، ووضعت قواتُه العاصمة تحت حصار فعلي. وصل لانكستر في أغسطس لدعمه ونشأ عن ذلك موقف متوتر، إذ هدد ديسبنسر الأصغر المتمردين من سفينةٍ على نهر التايمز، وهدد البارونات بالبدء في تدمير الممتلكات والأراضي الملكية خارج لندن ما لم يكف عن تهديده.
تدخل إيرل بيمبروك، وهو بارون معتدل له ارتباطات فرنسية قوية، في محاولةٍ منه لنزع فتيل الأزمة. استمر إدوارد في رفضه للتفاوض أو نفي عائلة ديسبنسر، لذلك اتفق بيمبروك مع الملكة إيزابيلا بأن تنزل على ركبتيها علنًا لتناشد إدوارد بنفي عائلة ديسبنسر. قدم له هذا الأمر عذرًا يحفظ ماء وجهه لكي ينفي عائلة ديسبنسر ولينزع فتيل الأزمة، ولكن كان من الواضح أن إدوارد ينوي ترتيب عودتهم عند أول فرصة.